# Chancellor Williams
Chancellor Williams (22 de dezembro de 1893 – 7 de dezembro de 1992) foi um sociólogo, historiador e escritor afro-americano. Ele é conhecido por seu trabalho sobre civilizações africanas antes do contato com europeus; sua obra mais conhecida é The Destruction of Black Civilization (1971/1974). Williams permanece sendo uma figura importante no discurso afrocentrista. Ele está entre os historiadores que afirmaram que o Egito antigo era majoritariamente uma civilização negra.

## Primeiros anos, migração e educação
Williams nasceu no dia 22 de dezembro de 1893 em Bennettsville, na Carolina do Sul, como o mais jovem de cinco filhos. Seu pai fora um escravo que chegou à liberdade e ao direito de votar após a guerra civil americana. Sua mãe Dorothy Ann Williams trabalhava como cozinheira, enfermeira e evangelista. A família sofreu após os Democratas retomarem o poder na legislatura do estado no final do século 19 e aprovarem leis marginalizando os negros e impondo segregação racial e supremacia branca sob as leis de Jim Crow. A curiosidade inata de Williams sobre a desigualdade racial e os problemas culturais, em particular os dos afro-americanos, começaram logo na quinta série. Encorajado por um professor na sexta série, ele vendeu a revista The Crisis, publicada pela Associação Nacional para o Progresso de Pessoas de Cor; e The Norfolk Journal and Guide, além de lê-los e usar sua bibliografia recomendada para direcionar seus estudos.
Anos mais tarde, ele disse em uma entrevista:
Eu era muito sensível à posição dos negros na cidade... eu queria saber como se explica essa grande diferença. Por que nós estávamos em circunstâncias tão baixas em relação aos brancos? E quando respondiam 'escravidão' como a explicação, então eu queria saber de onde nós viemos.
Como parte da grande migração do Sul rural, a família Williams se mudou para Washington, DC em 1910. Seu pai esperava por mais oportunidades lá, especialmente em relação a educação, e Williams se formou na Armstrong Technical High School. Sua mãe faleceu em 1925, deixando seu pai como viúvo. Todas as suas crianças já estavam adultas até então.
Após trabalhar por um tempo, Williams ingressou na Howard University, uma faculdade historicamente negra. Ele se formou em Educação em 1930, seguido por um mestrado em História em 1935. Após completar sua dissertação de doutorado sobre a significância socioeconômica do movimento de storefront churches (Igrejas construídas em estabelecimentos comerciais) nos Estados Unidos desde os anos 1920, ele recebeu o título de Doutor em Sociologia pela American University em 1949.

## Estudos internacionais
Williams começou seus estudos no exterior na Inglaterra como professor visitante nas universidades de Oxford e de Londres em 1953 e 1954. Em 1956, ele realizou pesquisas de campo em história africana na Universidade do Gana. Naquela época, seu foco estava nas realizações de africanos e nas muitas civilizações autônomas que haviam surgido e operado no continente muito antes da chegada dos europeus ou dos habitantes da Ásia Oriental. Seu último estudo, completo em 1964, cobriu 26 países e mais de 100 grupos linguísticos.

## Carreira
Em 1935, Williams começou como Diretor Administrativo da Cheltenham School for Boys, em Maryland. Quatro anos depois, ele se tornou professor de escola pública em Washington, DC. Com a Segunda Guerra Mundial iminente, ele entrou no sistema de serviço civil no governo federal em 1941, servindo como chefe de seção do Departamento do Censo dos Estados Unidos, um estatístico para a Junta de Deslocamento de Guerra e um economista no Escritório de Administração de Preços.
Em 1946, ele voltou para sua alma mater Howard University como instrutor de Ciências Sociais, lecionando até 1952, eventualmente se transferindo para o departamento de História. Nos anos 1960, ele já dava palestras e escrevia sobre a história da África por um viés afrocêntrico, se concentrando em civilizações africanas antes do contato com os europeus, e foi parte de um grupo de estudiosos que afirmou que o Egito havia sido uma civilização negra. Ele trabalhou em Howard até sua aposentadoria em 1966, tendo continuado seus estudos e escrita depois.

## The Destruction of Black Civilization
Em 1971/1974, Williams publicou sua grande obra, The Destruction of Black Civilization: Great Issues of a Race Between 4500 B.C. and 2000 A.D., tendo publicado-a com uma editora branca. No ano seguinte, o livro recebeu um prêmio da Academia Negra de Artes e Letras (BAAL), fundada em Nova Iorque em 1969.
Williams trabalhou durante anos para expandir e revisar o livro antes de publicar uma segunda edição. Ela foi publicada pela famosa Third World Press de Chicago, uma empresa de propriedade negra. Quando publicada em 1987, a segunda edição do livro recebeu ampla aclamação da crítica da comunidade afro-americana.
Desde esse período, houve uma reavaliação da sua ênfase no afrocentrismo, com alguns críticos alegando que isso enfraqueceu o valor do seu trabalho como fonte histórica.

## Morte
Williams morreu de insuficiência respiratória em 7 de dezembro de 1992, aos 98 anos, no Hospital Providence em Washington, DC. Ele havia sido residente do asilo Washington Center for Aging Services por vários anos. Ele foi sobrevivido por sua esposa de 65 anos, Mattie Williams de Washington, 14 filhos, 36 netos, 38 bisnetos e 10 tataranetos.

## Livros
- The Raven: A Novel of Edgar Allan Poe (1943)
- And If I Were White, Shaw Publications, (1946)
- Have You Been to the River?, Exposition Press, (1952)
- Problems in African History, Pencraft Books, (1964)
- The Rebirth of African Civilization (1961); edição revista, introdução de Baba Zulu, United Brothers and Sisters Communications Systems, (reimpresso em 1993) ISBN 0-88378-129-8
- The Destruction of Black Civilization: Great Issues of a Race Between 4500 B.C. and 2000 A.D. (1971/1974/1987) ISBN 0-88378-030-5, versão escaneada online
- The Second Agreement with Hell, Carlton Press (1979)